# Vieille-Église

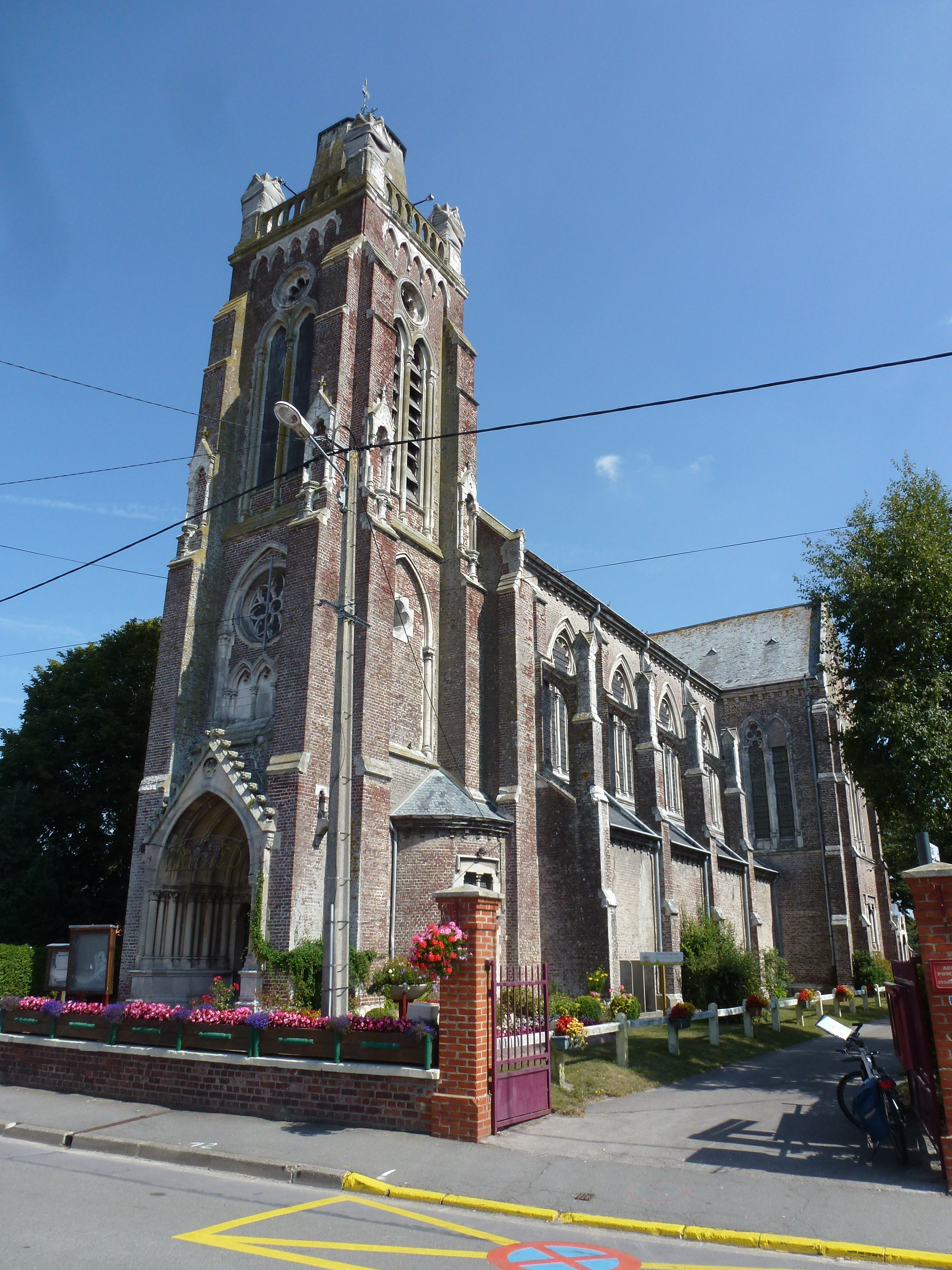
Kościół św. Omera (2013)

Vieille-Église – miejscowość i gmina we Francji, w regionie Hauts-de-France, w departamencie Pas-de-Calais.
Według danych na rok 1990 gminę zamieszkiwało 968 osób, a gęstość zaludnienia wynosiła 46 osób/km² (wśród 1549 gmin regionu Nord-Pas-de-Calais Vieille-Église plasuje się na 570. miejscu pod względem liczby ludności, natomiast pod względem powierzchni na miejscu 49.).